# Duellmanohyla lythrodes
Duellmanohyla lythrodes é uma espécie de anfíbio da família Hylidae.
Pode ser encontrada nos seguintes países: Costa Rica e Panamá.
Os seus habitats naturais são: florestas subtropicais ou tropicais húmidas de baixa altitude e rios.
Está ameaçada por perda de habitat.